# Wioślarstwo na Letnich Igrzyskach Olimpijskich 1912 – czwórka ze sternikiem mężczyzn (łodzie z wewnętrznymi odsadniami)
Wyścig czwórek mężczyzn ze sternikiem – łodzie z wewnętrznymi odsadniami był jedną z konkurencji wioślarskich rozgrywanych podczas V Igrzysk Olimpijskich w Sztokholmie. Zawody zostały rozegrane w dniach 17 - 18 lipca.
Rywalizowało trzydziestu zawodników z czterech krajów. Złoto zdobyła osada z Danii.

## Lista startowa
- Nykjøbings paa Falster Roklub
- Société Nautique de Bayonne
- Christiania Roklub
- Ormsund Roklub
- Göteborgs Roddförening
- Roddklubben af 1912

## Wyniki

### Eliminacje
Wszystkie ćwierćfinały zostały rozegrane 17 lipca.
Wyścig 1:
| Wyścig 1 | Wyścig 1            | Wyścig 1      | Wyścig 1             | Wyścig 1        | Wyścig 1        | Wyścig 1       | Wyścig 1 | Wyścig 1 |
| Miejsce  | Osada               | Dziobowy      | Wioślarz nr 2        | Wioślarz nr 3   | Rufowy          | Sternik        | Czas     | Uwagi    |
| -------- | ------------------- | ------------- | -------------------- | --------------- | --------------- | -------------- | -------- | -------- |
| 1        | Roddklubben af 1912 | Ture Rosvall  | William Bruhn-Möller | Conrad Brunkman | Herman Dahlbäck | Leo Wilkens    | 7:51.5   | Q        |
| 2        | Christiania         | Gunnar Grantz | Olaf Solberg         | Gustav Hæhre    | Hannibal Fegth  | John Bjørnstad |          |          |

Wyścig 2:
| Wyścig 2 | Wyścig 2               | Wyścig 2     | Wyścig 2       | Wyścig 2         | Wyścig 2            | Wyścig 2        | Wyścig 2 | Wyścig 2 |
| Miejsce  | Osada                  | Dziobowy     | Wioślarz nr 2  | Wioślarz nr 3    | Rufowy              | Sternik         | Czas     | Uwagi    |
| -------- | ---------------------- | ------------ | -------------- | ---------------- | ------------------- | --------------- | -------- | -------- |
| 1        | Nykjøbings paa Falster | Ejler Allert | Jørgen Hansen  | Carl Møller      | Carl Pedersen       | Poul Hartmann   | 7:52.0   | Q        |
| 2        | Göteborgs              | Tage Johnson | Axel Johansson | Axel Gabrielsson | Charles Gabrielsson | Wilhelm Brandes |          |          |

Wyścig 3:
| Ćwierćfinał 3 | Ćwierćfinał 3               | Ćwierćfinał 3   | Ćwierćfinał 3     | Ćwierćfinał 3   | Ćwierćfinał 3   | Ćwierćfinał 3        | Ćwierćfinał 3 | Ćwierćfinał 3 |
| Miejsce       | Osada                       | Dziobowy        | Wioślarz nr 2     | Wioślarz nr 3   | Rufowy          | Sternik              | Czas          | Uwagi         |
| ------------- | --------------------------- | --------------- | ----------------- | --------------- | --------------- | -------------------- | ------------- | ------------- |
| 1             | Ormsund                     | Claus Høyer     | Reidar Holter     | Magnus Herseth  | Frithjof Olstad | Olav Bjørnstad       | 8:03.0        | Q             |
| 2             | Société Nautique de Bayonne | Charles Garnier | Alphonse Meignant | Auguste Richard | Gabriel Poix    | François Elichagaray |               |               |

### Półfinały
Oba półfinały zostały rozegrane 17 lipca.
Półfinał 1:
| Półfinał 1 | Półfinał 1          | Półfinał 1   | Półfinał 1           | Półfinał 1      | Półfinał 1      | Półfinał 1     | Półfinał 1 | Półfinał 1 |
| Miejsce    | Osada               | Dziobowy     | Wioślarz nr 2        | Wioślarz nr 3   | Rufowy          | Sternik        | Czas       | Uwagi      |
| ---------- | ------------------- | ------------ | -------------------- | --------------- | --------------- | -------------- | ---------- | ---------- |
| 1          | Roddklubben af 1912 | Ture Rosvall | William Bruhn-Möller | Conrad Brunkman | Herman Dahlbäck | Leo Wilkens    | 7:39.2     | Q          |
| Bronze     | Ormsund             | Claus Høyer  | Reidar Holter        | Magnus Herseth  | Frithjof Olstad | Olav Bjørnstad |            |            |

Półfinał 2:
| Półfinał 2 | Półfinał 2             | Półfinał 2   | Półfinał 2    | Półfinał 2    | Półfinał 2    | Półfinał 2    | Półfinał 2 | Półfinał 2 |
| Miejsce    | Osada                  | Dziobowy     | Wioślarz nr 2 | Wioślarz nr 3 | Rufowy        | Sternik       | Czas       | Uwagi      |
| ---------- | ---------------------- | ------------ | ------------- | ------------- | ------------- | ------------- | ---------- | ---------- |
| 1          | Nykjøbings paa Falster | Ejler Allert | Jørgen Hansen | Carl Møller   | Carl Pedersen | Poul Hartmann | 7:59.5     | QF         |

### Finał
Finał został rozegrany 18 lipca.
| Finał   | Finał                  | Finał        | Finał                | Finał           | Finał           | Finał         | Finał  |
| Miejsce | Osada                  | Dziobowy     | Wioślarz nr 2        | Wioślarz nr 3   | Rufowy          | Sternik       | Czas   |
| ------- | ---------------------- | ------------ | -------------------- | --------------- | --------------- | ------------- | ------ |
| Gold    | Nykjøbings paa Falster | Ejler Allert | Jørgen Hansen        | Carl Møller     | Carl Pedersen   | Poul Hartmann | 7:44.6 |
| Silver  | Roddklubben af 1912    | Ture Rosvall | William Bruhn-Möller | Conrad Brunkman | Herman Dahlbäck | Leo Wilkens   | 7:56.9 |